# Ycke urskog
Ycke urskog är ett 67 hektar stort naturreservat strax väster om Ulrika i Linköpings kommun i Östergötlands län. Reservatets södra del betecknas som en urskog, bestående av både gran och tall, några av de få små urskogsrester som finns kvar i södra Sverige. Ett litet område med lövträd finns i ett sumpskogsstråk i södra delen av naturreservatet. De äldsta tallarna är minst 400 år gamla. I den här skogen, som fått stå orörd från skogsmaskiner, finns det gott om död ved. Den mycket sällsynta skalbaggen svartoxe har påträffats i reservatet. Där finns också rötsvampen rosenticka på lågor.
Östgötaleden går genom reservatet.
Ycke fredades 1942 av Domänverket som domänreservat. Ycke urskog förvaltas av Länsstyrelsen Östergötland.